# الکوس
اَلکوس در شاهنامه نام یک دلاور تورانی است که به فرمان افراسیاب، همراه بیش از هزار مرد جنگی، برای کشتن رستم رهسپار گردید. وی به جای رستم، به اشتباه با زواره درآویخت و چون برای بریدن سر زواره از اسب پیاده گشت، رستم به یاری برادر شتافت و با نیزه، الکوس را از پای درآورد.
| بپرسید کالکوس جنگی، کجاست |  | که چندان همی جنگ شیران بخواست |

## الکوس در شاهنامه
الکوس در آغاز جهانگشایی کیکاووس در سپاه توران حضور دارد و افرسیاب برای شکست دادن رستم به او امیدوار است. در جنگ هفت‌گردان که جنگ میان افراسیاب و کیکاووس بود تلفات تورانیان بیشمار گشت. افراسیاب ناظر میدان نبرد بود و زمانی از پیران پرسید آیا به دشت نبرد رو آورده‌ایم یا جایگاه خواب؟ اغلب جنگجویان را همچون روباه متواری می‌بینم! ز مردان توران برگزیده و جنگجو تویی اگر در جنگ پیروز باشی ایران سراسر مال توست.
پیران پس از وعده‌های افراسیاب دوباره وارد میدان کارزار شد تا با رستم هماورد گردد ولی نتوانست حریف رستم شود. آنگاه افراسیاب الکوس را خواست و او با هزار مرد جنگی به میدان آمد زواره را به جای رستم اشتباه گرفت با او در آویخت و او را از اسب انداخت چون خواست سر از تن زواره جدا نماید رستم به نجات برادر شتافت سر الکوس را با نیزه‌ای هدف قرار داد و کشت:
| چو رستم برادر بر آنگونه دید |  | به کردار آتش سوی او دوید   |
| به الکوس بر زد یکی بانگ تند |  | کجا دست شد سست و شمشیر کند |
| چو الکوس آوای رستم شنید     |  | دلش گفتی از پوست آمد پدید  |
| بدو گفت رستم که چنگال شیر   |  | نپیموده‌ای زان شدستی دلیر   |